# Neil Blaney
Neil Terence Columba Blaney (irl. Niall Bléine; ur. 29 października 1922 w Rossnakill, zm. 8 listopada 1995 w Dublinie) – irlandzki polityk, Teachta Dála, minister w różnych resortach, eurodeputowany I i III kadencji.

## Życiorys
Syn Neala Blaneya, członka Irlandzkiej Armii Republikańskiej i parlamentarzysty Fianna Fáil. Neil Blaney uzyskał wykształcenie średnie, kształcił się w Saint Eunan's College. Pracował jako rolnik i prywatny przedsiębiorca. W 1948, w wyborach uzupełniających przeprowadzonych po śmierci jego ojca, z ramienia Fianna Fáil uzyskał mandat posła do Dáil Éireann. Z powodzeniem ubiegał się o reelekcję w czternastu kolejnych wyborach do 1992 włącznie, pełniąc funkcję Teachta Dála nieprzerwanie do czasu swojej śmierci w 1995. Od 1948 do 1957 był także radnym hrabstwa Donegal.
Od marca do grudnia 1957 sprawował urząd ministra poczty i telegrafów w rządzie Seána Lemassa. Od listopada 1957 do listopada 1966 u tego samego premiera pełnił funkcję ministra do spraw administracji lokalnej. Przeszedł następnie na stanowisko ministra rolnictwa i rybołówstwa w rządzie Jacka Lyncha. Zajmował je do czasu swojej dymisji w maju 1970. Został odwołany przez premiera (podobnie jak minister Charles Haughey). Obaj politycy byli w tym czasie objęci postępowaniem dotyczącym sponsorowania z funduszy państwowych przemytu nielegalnej broni dla IRA w Irlandii Północnej.
Neil Blaney został wykluczony z FF, kontynuował karierę polityczną pod szyldem Independent Fianna Fáil, nieformalnego i kierowanego przez siebie ugrupowania. Poza wykonywaniem mandatu posła w niższej izbie irlandzkiego parlamentu był również eurodeputowanym I i III kadencji (1979–1984 i 1989–1994).